# Pont des Marmore
Le pont des Marmore (en italien ponte delle Marmore) ou pont en arc de Valnerina est un pont en arc routier de la route nationale 79bis (Strada statale 79bis / 79 Ternana) situé à 1 km de la cascade des Marmore près de Terni, en Ombrie (Italie).

## Construction

Perspective du pont.

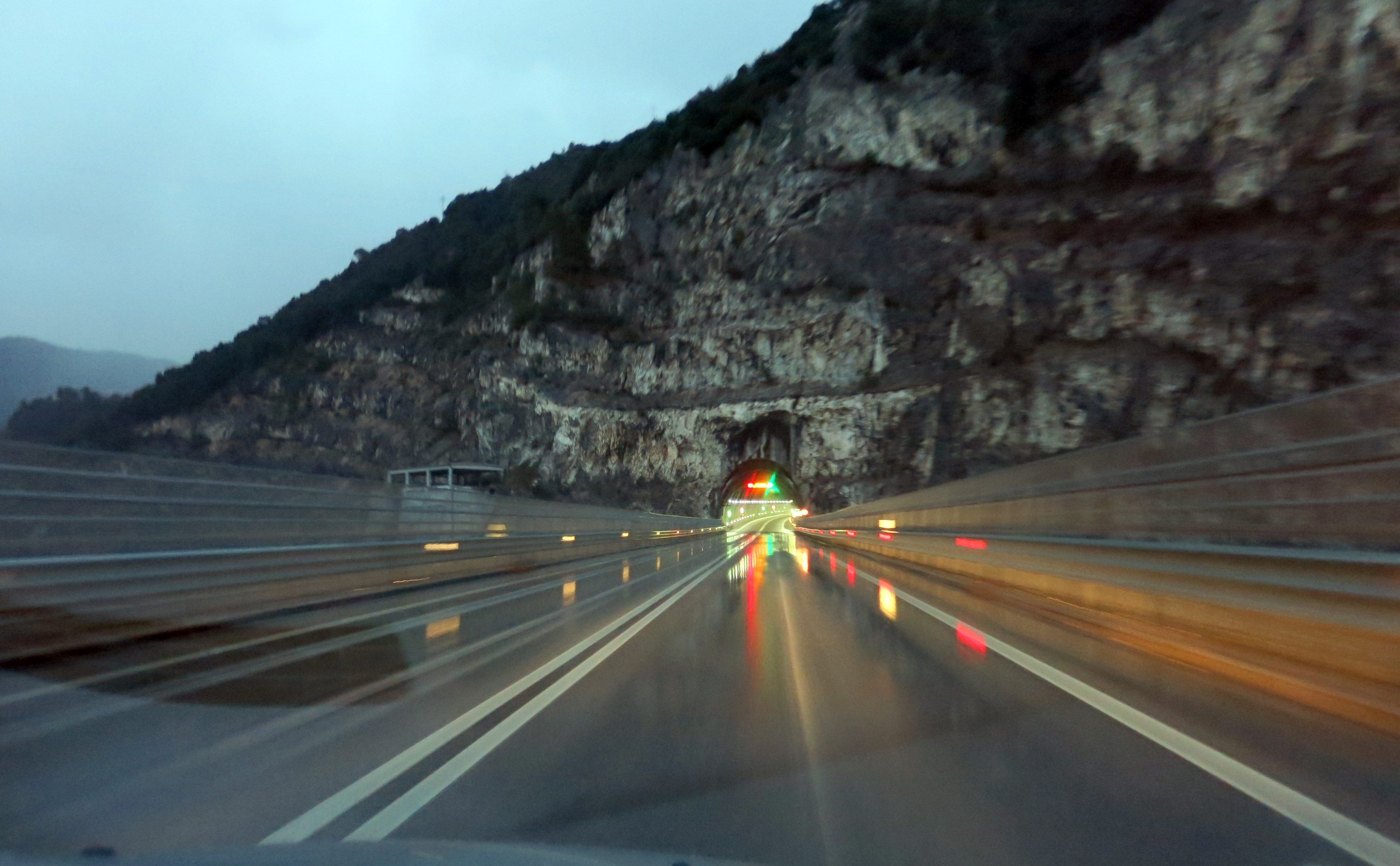
Franchissement du pont en direction de Rieti, avec en arrière-plan l'entrée nord du tunnel de Valnerina.

La construction des culées s'échelonne de décembre 2006 à avril 2007 et la construction de la structure de mars 2007 à décembre 2007. Les travaux totaux s'achèvent en 2008 et le pont est ouvert au trafic le 12 décembre 2013, lors de l'ouverture du tronçon de 10 km entre les villes de Terni et Rieti. L'ouvrage précède le tunnel de Valnerina long de 3,7 km.
L'ouvrage se compose d'un arc central d'une portée de 165 m (enjambant la rivière Nera de la vallée Valnerina) avec quatre travées de 29 m sur pieux métalliques. Les arches sont constituées d’une paire de tubes en acier de 2200 mm de diamètre et elles sont calées avec un motif en Croix de saint André. Elles présentent en même temps un contreventement en treillis interne en V nécessaire au maintien de la forme pendant les phases d’assemblage. Le tablier se compose d'un système mixte béton acier avec deux poutres métalliques. Celui-ci est d'une largeur de 12 m (10,5 m de chaussée et 0,75 m de bordures latérales). L’ouvrage est construit à une hauteur de 70 mètres sans utiliser des structures de support intermédiaires pour assurer la protection de l’environnement : divers groupes de câbles formés par des torons ont été utilisés à la fois pour garantir la stabilité et la résistance lors du montage et pour introduire une coaction élastique au sein des structures dans le but de réduire le poids de la construction, qui s’élève à 2 500 tonnes.